# Seven and Five Society
The Seven and Five Society was een Britse kunstenaarsgroep die in 1919 werd opgericht door zeven schilders en vijf beeldhouwers en huisde in Londen. In 1920 hield de groep al haar eerste tentoonstelling.
Als Britse manifestatie van de  "return to order"-kunstbeweging van na de Eerste Wereldoorlog was de groep aanvankelijk nog vrij traditioneel en conservatief. Volgens de eerste tentoonstellingscatalogus waren de kunstenaars er niet op uit om een nieuw "isme" promoten; integendeel, zij hadden juist het gevoel dat er te snel en op te veel gebieden aan vernieuwing werd gedaan.
Maar in 1924 voegde kunstenaar Ben Nicholson, een van de pioniers van de abstracte kunst in het Verenigd Koninkrijk, zich bij de groep, al snel gevolgd door andere modernisten zoals Henry Moore en Barbara Hepworth. Samen namen zij de teugels in handen en werkten ze de non-modernisten eruit.
In 1935 veranderden ze de naam in "Seven and Five Abstract Group" en hielden zij in de Zwemmer Gallery in Londen de eerste zuiver abstracte kunsttentoonstelling van Groot-Brittannië.